# 南山寺 (泰州)
南山寺 (泰州)，位于江苏省泰州市海陵区，是中华人民共和国江苏省文物保护单位之一。
1995年4月19日，授予江苏省文物保护单位，是一座古建筑及历史纪念建筑物。